# Harry Govier Seeley
Harry Govier Seeley (18. února 1839 – 8. ledna 1909) byl britský paleontolog.

## Kariéra a význam
Seeley je připomínán zejména pro rozdělení druhohorních dinosaurů na základě stavby pánevních kostí na dvě skupiny: (Saurischia - plazopánvé dinosaury a Ornithischia - ptakopánvé dinosaury). Jeho nejslavnější studie vyšla roku 1888, podle přednášky, kterou měl o rok dříve. Seeley také popsal během své kariéry mnoho nových rodů dinosaurů, byl však odborníkem spíše na pterosaury („ptakoještěry“). Jeho publikace Dragons of the Air z roku 1901 je významným dílem svého druhu. Autor v ní mj. postuluje blízkou příbuznost ptáků a pterosaurů, což byl v jeho době poměrně nadčasový názor.